# 1924 en hockey sur glace
Cette page présente les éléments de hockey sur glace de l'année 1924, que ce soit d'un point de vue rencontres internationales ou championnats nationaux. Les grandes dates des différentes compétitions sont données ainsi que les décès de personnalités du hockey mondial.

## Amérique du Nord

### Ligue nationale de hockey
- Les Canadiens de Montréal remportent la Coupe Stanley 1924.

## Europe

### Allemagne
- Le Berliner Schlittschuhclub, remporte un 7e titre de champion d'Allemagne[1].

### Suisse
- HC Château d'Œx champion de Suisse (Ligue Internationale).
- HC Rosey Gstaad champion de Suisse (Ligue Nationale).

## International

### Jeux olympiques
Les Granites de Toronto, vainqueurs de la Coupe Allan en 1922 et 1923 et représentant le Canada, remportent la médaille d'or.

### Championnat d'Europe
- 17 mars : la France remporte le championnat d'Europe devant la Suède.

## Autres Évènements

### Fondations de club
- décembre : création du HC Arosa, cette équipe est la troisième équipe la plus titrée du championnat de Suisse de hockey sur glace (9 titres) derrière le HC Davos et le CP Berne.